# Sebastián Sancho
Sebastián Sancho (ur. 25 sierpnia 1998) – kostarykański judoka. Olimpijczyk z Paryża, gdzie zajął siedemnaste miejsce w wadze ekstralekkiej.
Uczestnik mistrzostw świata w 2023. Startował w Pucharze Świata w 2023 i 2024. Piąty na igrzyskach panamerykańskich w 2023. Triumfator mistrzostw panamerykańskich w 2022.

## Letnie Igrzyska Olimpijskie 2024
| Konkurencja | Eliminacje             | Klas. końcowa |
| Konkurencja | Przeciwnik I           | Miejsce       |
| ----------- | ---------------------- | ------------- |
| 60 kg       | Michel Augusto (BRA) P | 17.           |